# 加藤咄堂
加藤 咄堂（かとう とつどう、本名：加藤 熊一郎、1870年12月13日（明治3年11月2日）- 1949年（昭和24年）4月2日）は、日本の仏教学者、作家、教化運動家。第一次弁論ブームの終焉期から第二次世界大戦中にかけて雄弁学(弁論)に関する著作を多く残した。僧籍は持たなかった。主著に『大乗起信論講話』 がある。

## 生涯
1870年12月13日、亀岡藩士であった加藤定穀の長男として京都に生まれる。維新により家は凋落、地元の小学校に通う（藤岡勝二と同級生）。仏教活動家平井金三が同志社に対抗して開設した仏教系英学塾オリエンタルホールで英語を学び、京都法律学校にも通った。学校の代用教員を経て、20歳で上京し英吉利法律学校（後の中央大学）で聴講する。岩野泡鳴らとともに文芸活動を行った。1881年には処女作『大聖釈迦』を自費出版したのを皮切りに『仏教概論』『日本仏教史』などを立て続けに出版した。
築地本願寺の積徳教校（しゃくとくきょうこう）の教師となったことから仏教を学びはじめる。大内青巒と交わり、1895年から1897年にかけて仏教紙『明教新誌』の主筆を務めた。また、麻布の曹洞宗中学林の教師も務めた。明治30年代には島田蕃根に師事して太子信仰の上宮教会の講師となり、講演活動・執筆活動を行った。雑誌「新修養」(のちに「精神」と改題)、「こころ」を主宰。昭和3年、斎藤実らによる中央教化団体連合会に位階のない人物としては唯一の中心的人物となり、理事 として講演・著述による仏教教化に努めた。また、斉藤内閣の「国民更生運動」の際には首相と共に全国を演説してまわった。
曹洞宗大学（後の駒澤大学、布教法）、東洋大学（民族史 及び雄弁学）、日本大学（宣伝論）にて教鞭を振るった。また、仏教関係の著述・講演活動の功績から宮内省より社会教化功労者として表彰を受けた。
1949年4月2日、代々木の自宅で死去。墓所は赤羽の静勝寺。

## 雄弁学完成の立役者
加藤は教化の方法としての弁論・演説について研究・著述活動を精力的に行った。佐藤拓司は、加藤は単著として雄弁学関連書を最も多く刊行した人物であるとしている。
1908年に刊行した『雄弁法』は、それまでの雄弁学の雄弁美辞法の系譜を継ぎつつも、初めて雄弁学を体系的に書き出したものであった。また、1912年から雑誌『雄弁』に連載した「雄弁の新研究」において思想内容の充実と聴衆心理把握の研究に目を向けた雄弁学の改革を唱え、雄弁学の完成への下地を準備した。
しかし1930年代、時局の悪化に伴い、弁論団体の解散や弁論大会の中止が余儀なくされるなど雄弁学を取り巻く状況は息苦しくなっていた。雄弁学界隈では雄弁学の学校教科化・競技化を模索するも、学生弁論の極左化（ヤジをかわすためにを極端に過激な弁論内容にするようになった）の状況から頓挫していた。そのような中、加藤は新体制に時局に阿り翼賛するための「雄弁道」を唱えた。1941年1月には「新体制と雄弁界の方向」において、独白・討論の雄弁学から複白・談話の雄弁道に移行して時局に対応するときだと述べた。同年2月には論考「時局下の青年雄弁」において自由な青年雄弁は自粛すべきであるとした。

## 著作新版
- 『死生観　史的諸相と武士道の立場』書肆心水、2006年
- 洪自誠『菜根譚　味読精読前集　処世交際の道』書肆心水、2006年
- 『菜根譚　味読精読後集　閑居田園の楽』同上
- 『味読精読 十七条憲法』同、2009年
- 『維摩経入門釈義』同、2016年